# Місця тут тихі
«Місця тут тихі» — радянський художній фільм 1967 року про льотчиків Північного флоту в роки Великої Вітчизняної війни, знятий на кіностудії «Мосфільм».
Автори фільму особисто знайомі з темою: в роки війни режисер фільму служив в авіації штурманом, а сценарист — механіком бомбардувальника. Задуманий авторами як історія про колишнього «штрафника», фільм був зупинений після першого перегляду в міністерстві, сценарій змінений. Прототип героя фільму — колишній штрафник, засуджений в 1942 році до розстрілу — штурман 9-го гвардійського мінно-торпедного полку авіації Північного флоту майор Олександр Скнарьов, який в 1944 році посмертно став Героєм Радянського Союзу.

## Сюжет
1942 рік. Велика Вітчизняна війна. Льотчик майор Кабанов випадково серед будбатівців впізнає свого фронтового товариша — штурмана Братнова, відомого серед льотчиків своїм професіоналізмом. Виявляється, Братнов був збитий, потрапив у полон, втік звідти, повернувся до своїх, і… був розжалуваний і відправлений в будбат. Кабанов, знаючи про брак досвідчених штурманів, домагається переведення Братнова до себе в авіаційну частину Північного флоту, в Заполяр'я, на крихітний кам'янистий острівець — «на край світу». Братнов починає літати. У цей період німецькі підводні човни активізують свої дії на морі, орудуючи на арктичних шляхах проти караванів союзників. Авіація не справляється з завданнями — не може виявити противника, і для з'ясування невдач вильотів в частину прибуває ад'ютант командувача, у якого присутність в частині Братнова викликає підозру. Викликаний в штаб Братнов доповідає про свої припущення щодо німецької плавбази. Їх не залишають без уваги, проте від польотів Братнова усувають. Незабаром припущення Братнова підтверджуються, і наказом командувача йому довірено летіти штурманом на пошук німецької плавбази підводних човнів. Разом з льотчиком Тимофієм Морозовим вони відправляються на завдання. Тільки ближче до кінця польоту, коли пальне вже закінчується, їм вдається знайти плавбазу. Проте літак виявляється збитий зенітками противника, Морозов наказує стрибати і викидається з парашутом, але поранений Братнов залишається в палаючому літаку і… йде на таран.

## У ролях
- Сергій Никоненко —  Тимофій Морозов, матрос-моторист, потім стрілок-радист
- Михайло Глузський —  Олександр Ілліч Братнов, штурман, розжалуваний в будбат
- Микола Гриценко —  Савелій Петрович Фисюк, полковник
- Микола Тимофєєв —  Кабаров, льотчик, майор
- Геннадій Крашенинников —  Ігор Гонтар, льотчик
- Борис Юрченко —  Глебик, льотчик
- Анхель Гутьєррес —  Санчес, льотчик, іспанець
- Болот Бейшеналієв —  Стьопа Овчинников, льотчик, старший лейтенант, хант
- Вадим Захарченко —  Семен Іванович Трунін, ад'ютант командувача
- Павло Шпрингфельд —  Микола Федорович Цибулька, старшина
- Олексій Алексєєв —  командувач
- Микола Бармін —  генерал
- Леонід Харитонов —  військовий моряк на полярному аеродромі
- Юрій Кірєєв —  офіцер піхотних військ, знайомий Братнова
- Станіслав Міхін —  льотчик
- Світлана Харитонова —  Клава, дівчина, з якою льотчики познайомилися на танцях у клубі
- Майя Менглет —  дівчина, з якою льотчики познайомилися на танцях у клубі
- Данило Нетребін —  військовий патруль в клубі на танцях
- Микола Гладков —  начальник штабу
- Ніна Зорська —  лікар у військовому госпіталі
- Андрій Юренев —  льотчик Комов
- Герман Полосков — епізод
- Анатолій Соловйов — епізод
- Лев Поляков —  Том, американський моряк з перев'язаною рукою
- Сергій Торкачевський —  американський моряк
- Володимир Ферапонтов —  американський моряк

## Знімальна група
- Режисер — Георгій Щукін
- Сценаристи — Григорій Свірський, Георгій Щукін
- Оператор — Віктор Листопадов
- Композитор — Володимир Рубін
- Художники — Тамара Антонова, Борис Царьов